# San Michele in Bosco
Das Kloster San Michele in Bosco (San Michêl in Bôsc auf Bolognesisch) ist ein ehemaliges Olivetanerkloster in der Stadt Bologna, das auf einem Hügel nahe dem Stadtzentrum liegt.
Der Komplex besteht aus der Kirche San Michele in Bosco und dem angrenzenden Kloster, der Residenz des italienischen Königs, die 1880 von dem Chirurgen Francesco Rizzoli erworben und der Provinz Bologna geschenkt wurde, um ein Zentrum für Orthopädie zu errichten, das heutige Istituto Ortopedico Rizzoli.

## Kirche

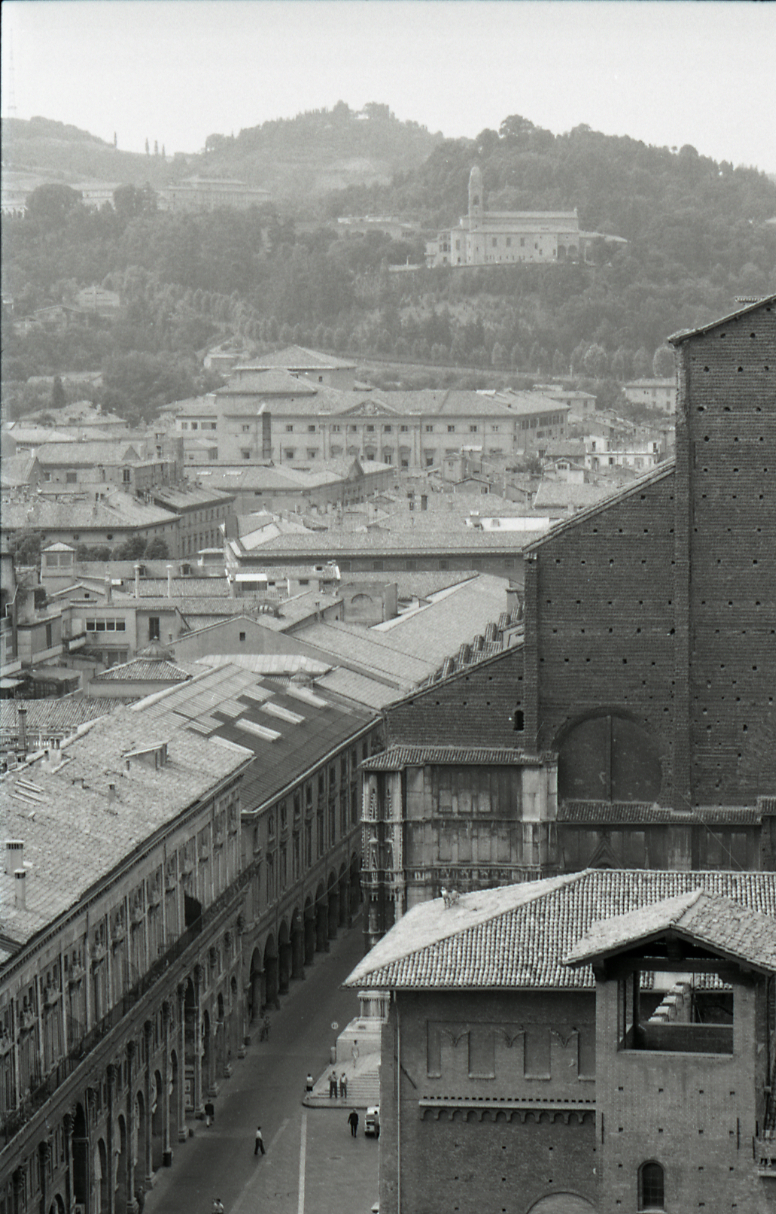
Der Komplex (oben) vom Zentrum Bolognas aus gesehen. Foto: Paolo Monti, 1969

Bereits im Mittelalter (um das 4. Jahrhundert) gab es hier Klostergebäude und im Jahr 1364 siedelten sich auf Betreiben von Papst Urban V. die Olivetaner-Mönche an. Diese bauten die Kirche nach ihrer Zerstörung im Jahr 1430 in mehreren Etappen wieder auf und vollendete sie im Wesentlichen im Jahr 1523. Die Renaissance-Fassade ist das Werk des Ferrareser Architekten Biagio Rossetti und seiner Schule, das Marmorportal hingegen von Peruzzi. Im Inneren des einschiffigen Bauwerkes befinden sich vier Seitenkapellen und ein von einer  Transenna umgebenes Presbyterium.
Die üppige Raumwirkung verdankt sich besonders reichlich angewandter Illusionsmalerei mit ihren Scheinarchitekturen.
In der Kirche befindet sich eine Orgel, die 1524–1526 von Giovanni Battista Facchetti erbaut und in der Folge mehrfach umgebaut wurde. Sie steht auf der Chorempore in einem hölzernen Gehäuse, das 1525 von Fra’ Raffaele da Brescia mit einer Aufteilung in fünf Felder reich verziert wurde.
Während der napoleonischen Ära wurden mehrere Kunstwerke im Rahmen der napoleonischen Enteignungen nach Frankreich gebracht. Laut dem im Bulletin de la Société de l’art français von 1936 veröffentlichten Katalog kehrten von den 31 Kunstwerken, die im Juli 1796 aus Bologna nach Frankreich geschickt wurden, nach dem Wiener Kongress nur 16 nach Italien zurück. Das Bild Hlg. Bernhard, der die Regel von der Jungfrau empfängt, ein Gemälde von Guercino, verblieb in Frankreich  und wurde 1871 bei einem Brand in Bordeaux zerstört.

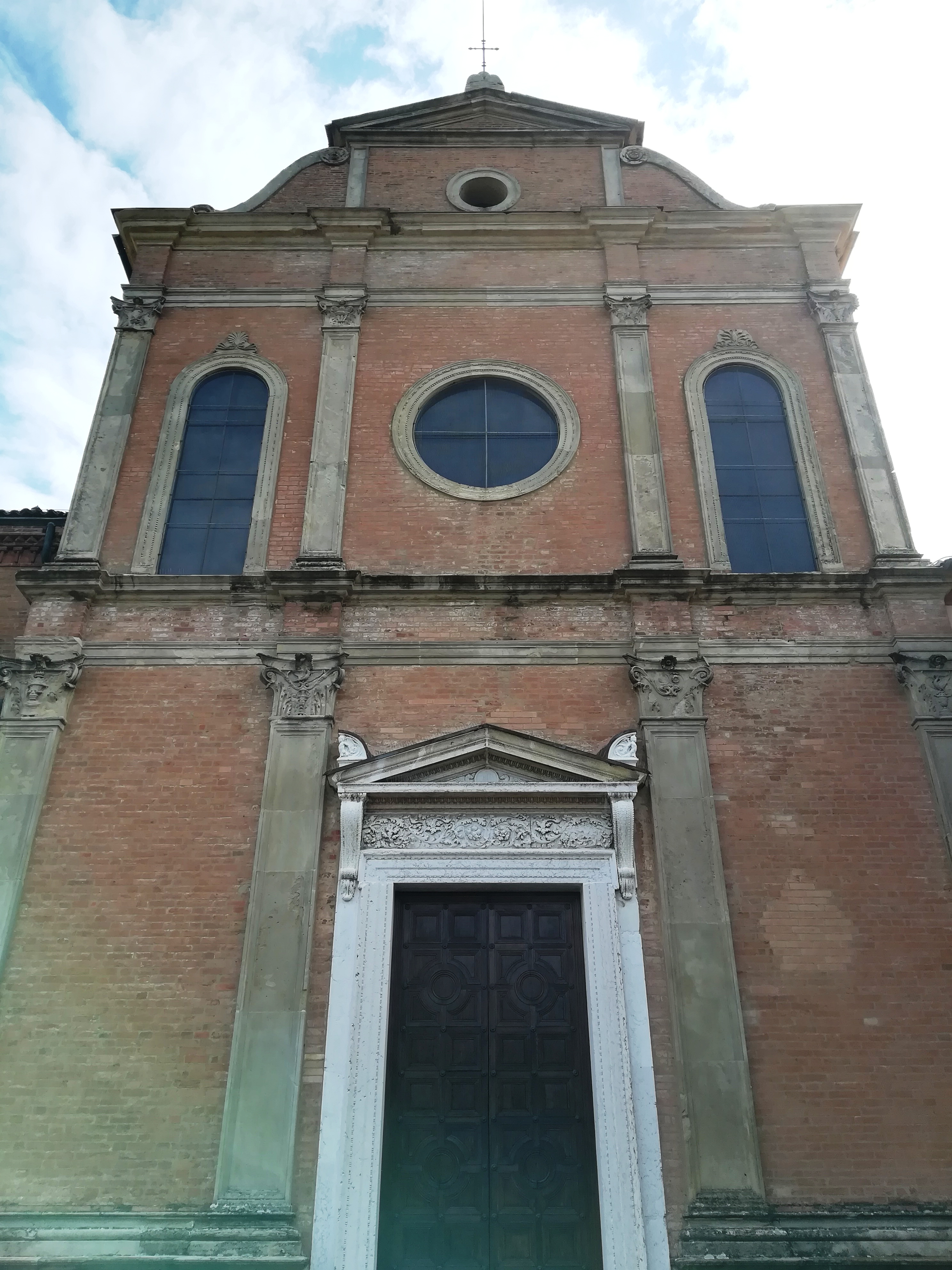
Kirchenfassade
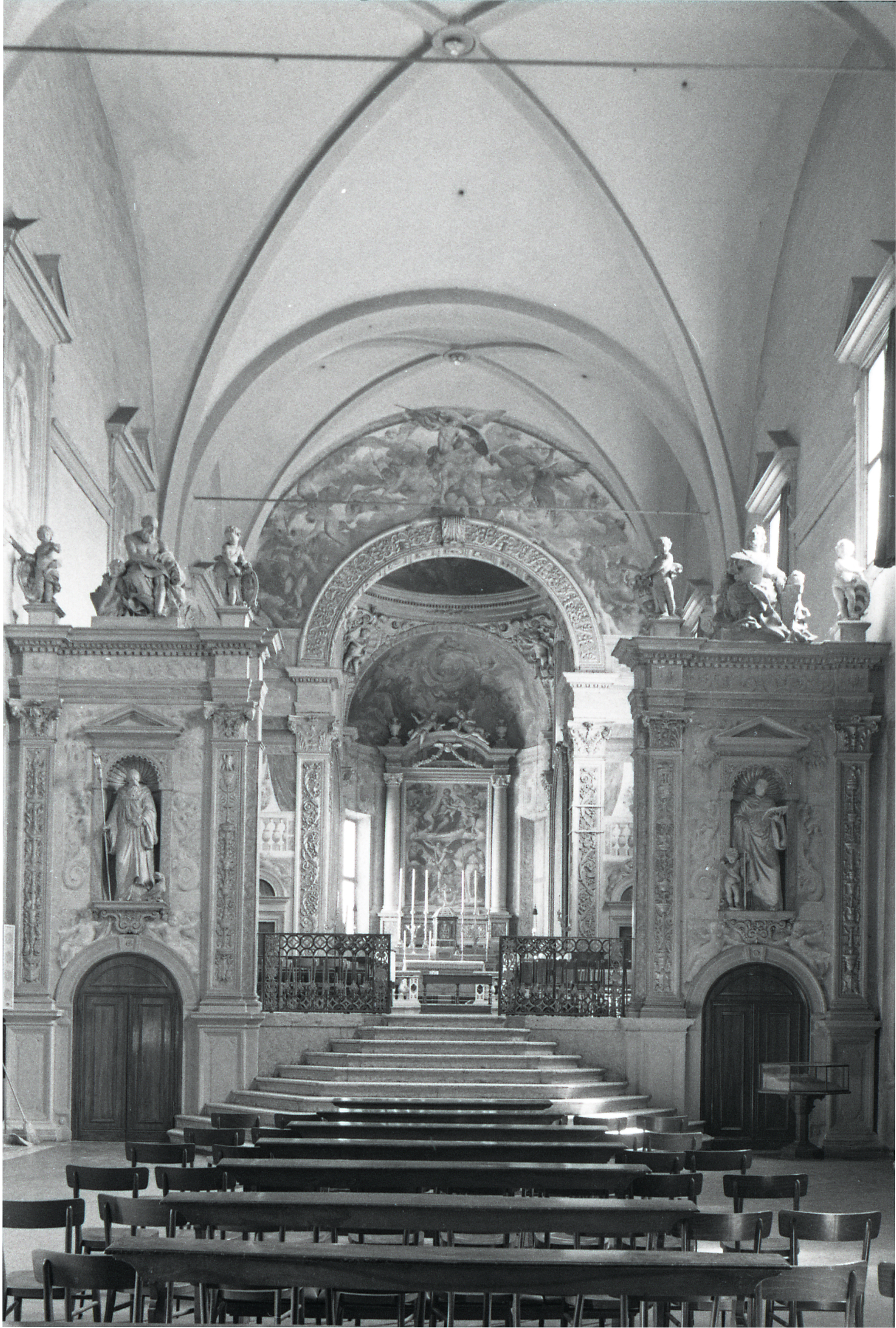
Kircheninnere, Foto: Paolo Monti, 1973
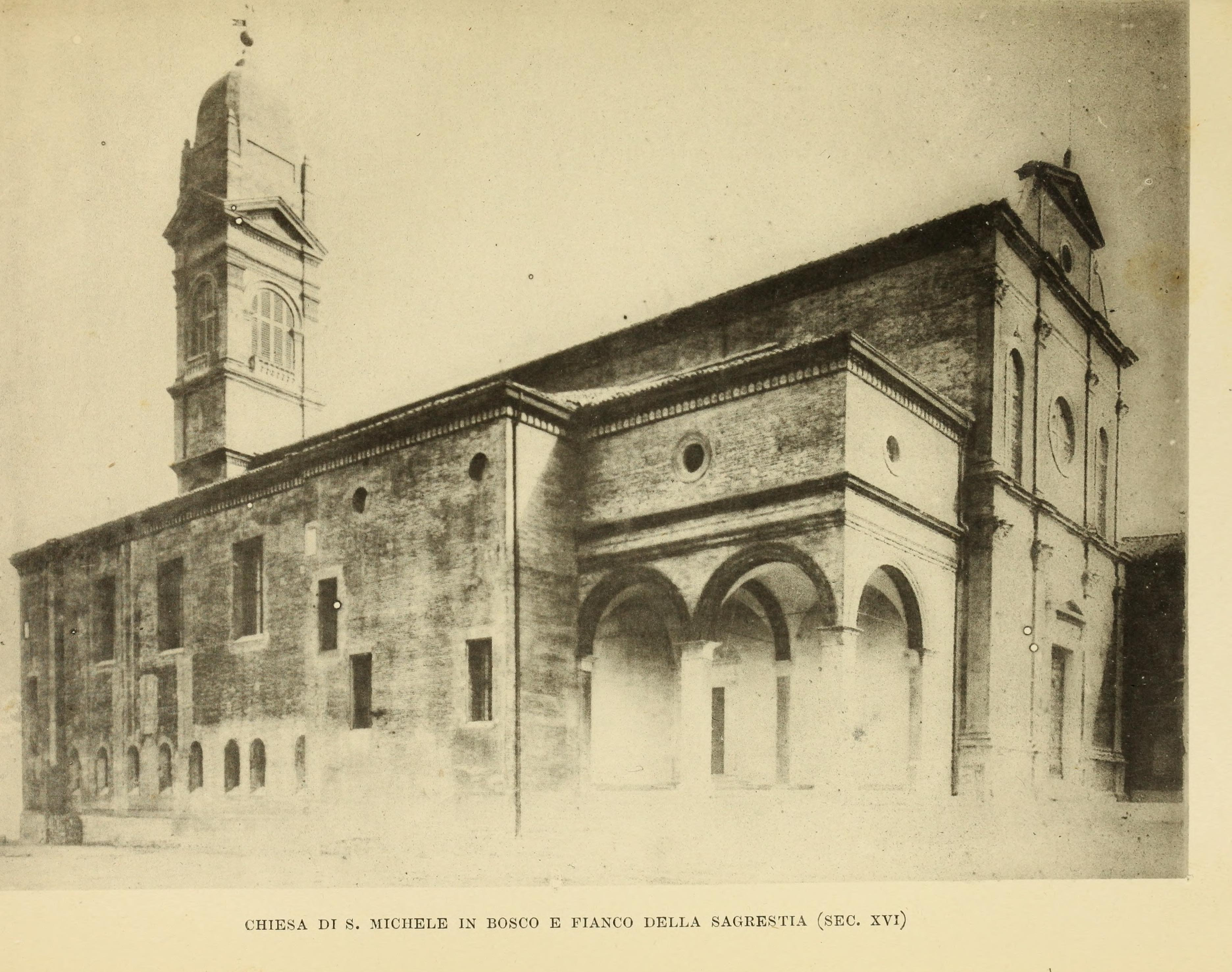
Kirche San Michele in Bosco und Sakristei. Foto: Pietro Poppi, 1895
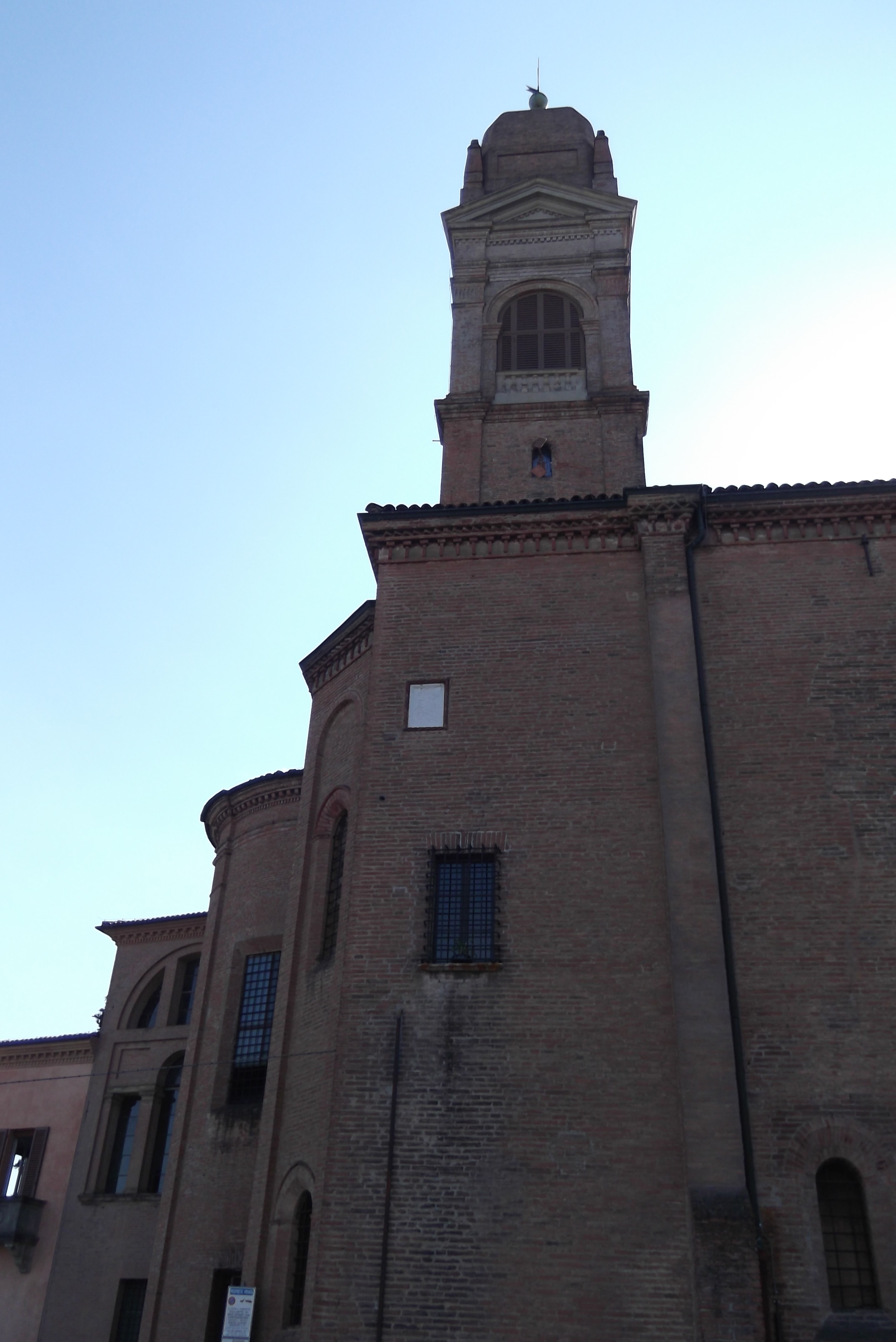
Außenansicht der Kirche mit Campanile

## Kloster und achteckiger Kreuzgang
Das Kloster wurde später fertiggestellt als die Kirche. Giorgio Vasari hat 1539–1540 einige Fresken und drei Tafeln für das Refektorium gemalt, von denen eine verloren gegangen ist und die beiden anderen in die Pinacoteca Nazionale di Bologna gebracht wurden, von denen heute nur noch Kopien vor Ort sind. 1567 wurde ein Seitentrakt des Schlafsaals fertiggestellt. Danach ging das Bauprojekt fast ausschließlich in die Hände von Pietro Fiorini über, der 1588 das Treppenhaus, 1590 den Pinienkreuzgang (später von Cesare Baglioni dekoriert) und 1592 die Gästezimmer fertig stellte.
Eine der Besonderheiten des Komplexes ist der achteckige Kreuzgang, ein Unikat der Bologneser Klöster, das ebenfalls von Fiorini zwischen 1602 und 1603 entworfen und von Lodovico Carracci und einigen seiner Schüler, darunter Alessandro Albini, mit Fresken versehen wurde (die Fresken sind heute allerdings teilweise zerstört).

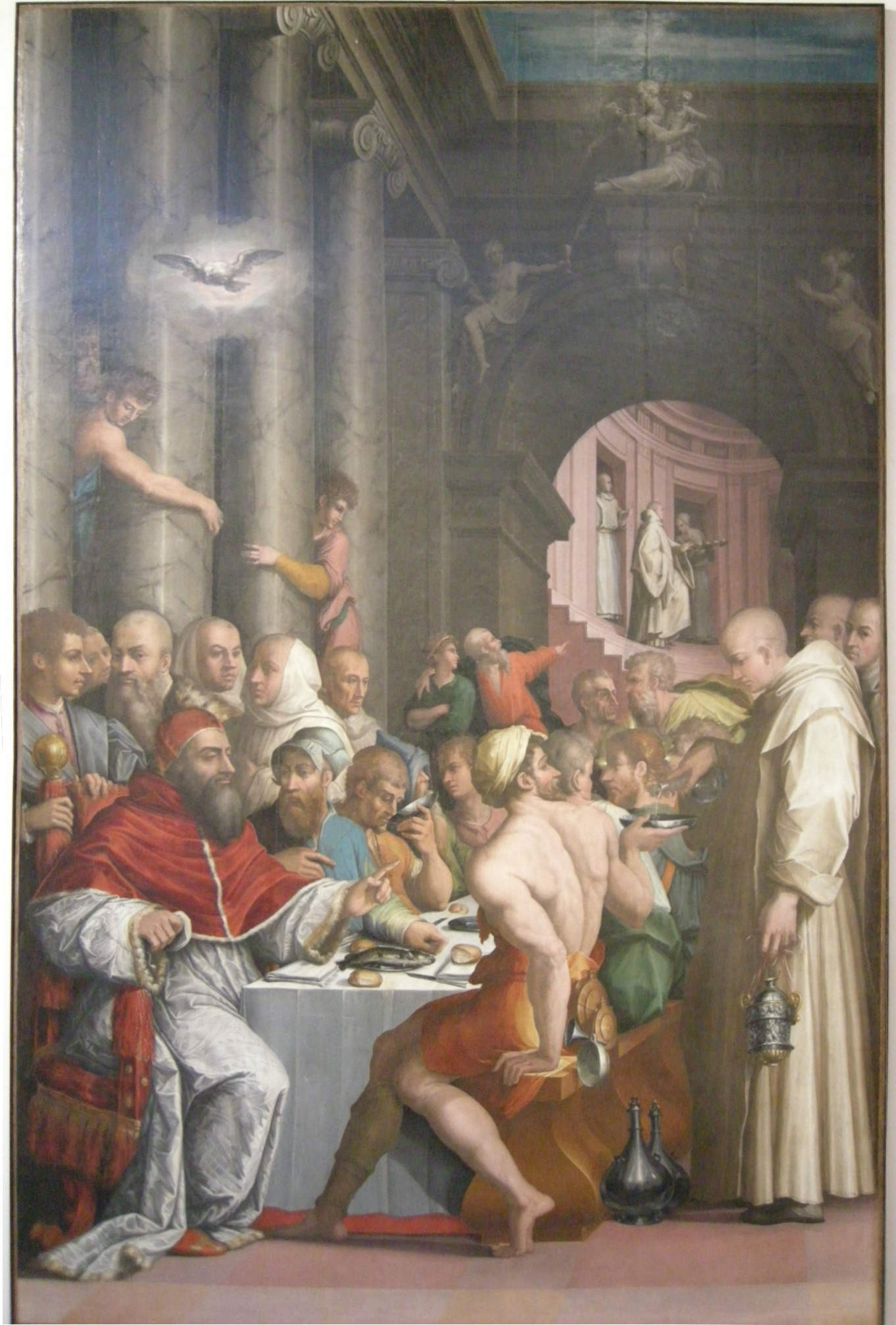
Giorgio Vasari, Abendmahl des Heiligen Gregor des Großen, ursprünglich im Refektorium und heute in der Pinacoteca Nazionale
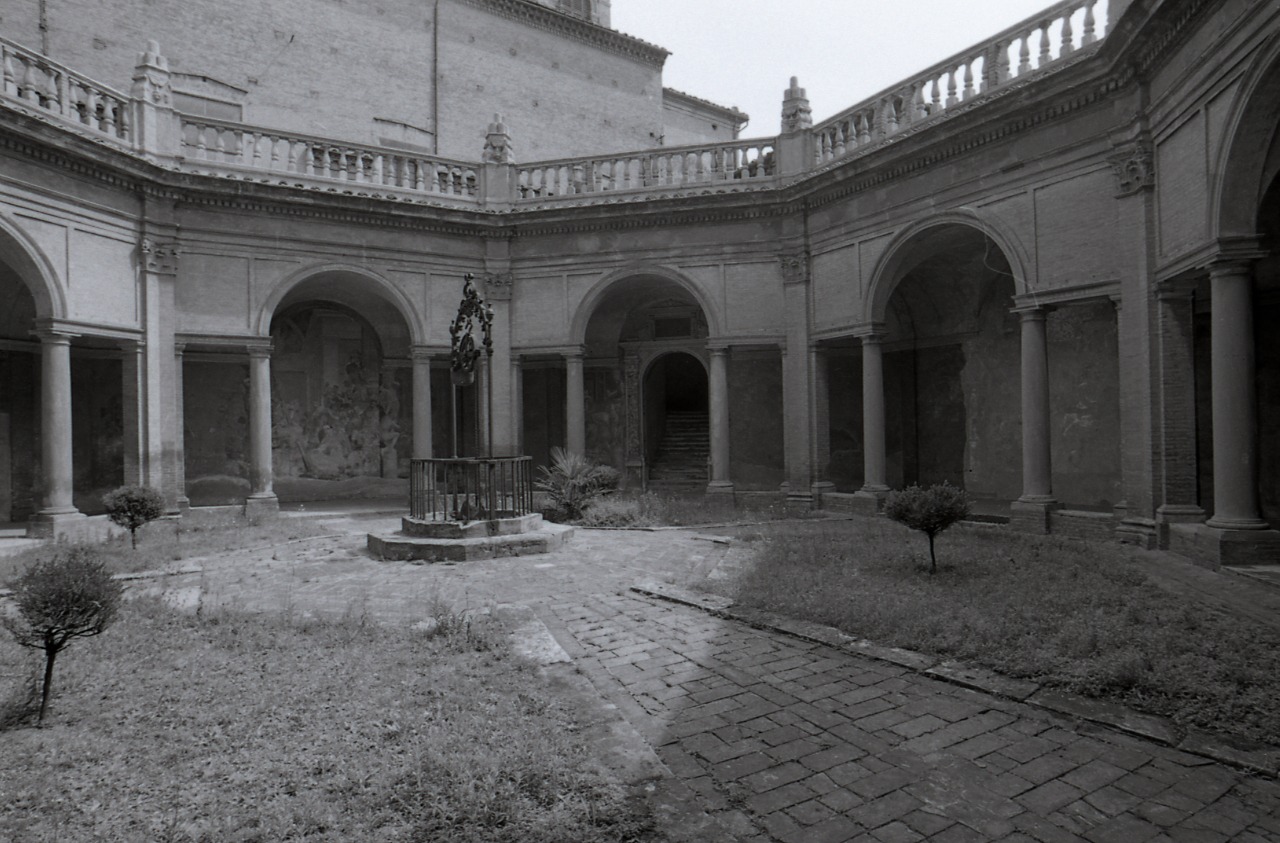
Achteckiger Kreuzgang. Foto: Paolo Monti, 1971.
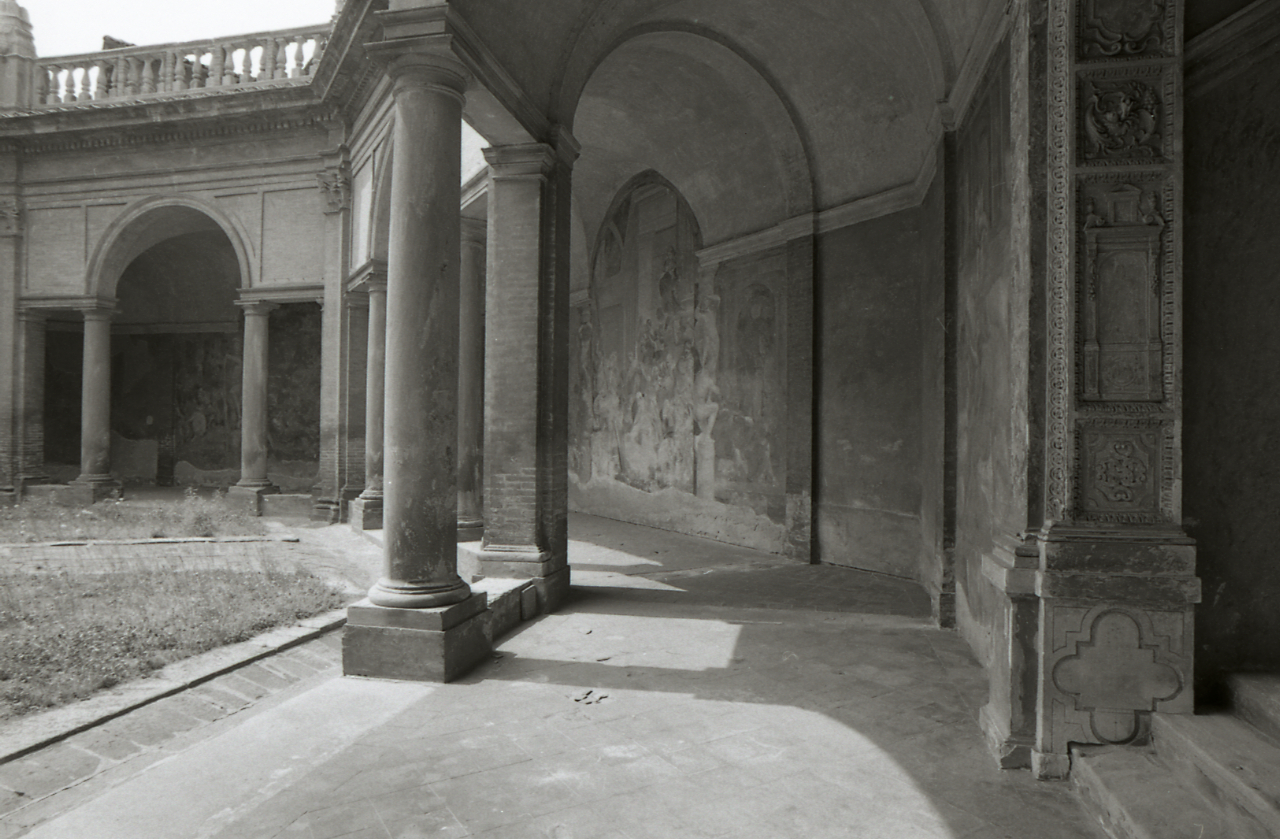
Dekorationen und Fresken im Kreuzgang. Foto: Paolo Monti, 1971.

## Fernrohr-Effekt
Der gewaltige Korridor des architektonischen Komplexes San Michele in Bosco führt zusammen mit dem Torre degli Asinelli zu einer berühmten optischen Täuschung, dem so genannten „Fernrohr-Effekt“ (in der internationalen wissenschaftlichen Nomenklatur „vista paradox“).

Blick auf den Asinelli-Turm aus dem Fenster des gewaltigen Korridors von San Michele in Bosco. Foto: Alessandro Orefice Campogrande.

Die Illusion besteht in der paradoxen wahrgenommenen Vergrößerung des Turms, die eintritt, wenn sich der Betrachter von ihm entfernt, indem er in den Korridor zurücktritt. Umgekehrt erscheint der Turm eher kleiner, wenn der Betrachter sich ihm entlang des Ganges nähert.
Diese uralte Illusion wurde kürzlich von Marco Costa und Leonardo Bonetti von der Universität Bologna wiederentdeckt und wissenschaftlich untersucht.

## Belvedere
Im Jahr 2010 wurde nach einer Restaurierung des Parks von San Michele in Bosco, der in seiner Form aus dem späten 19. Jahrhundert wiederhergestellt wurde, das große Belvedere vor der Kirche wieder freigegeben, so dass der Blick auf die Stadt, der zuvor durch die Baumkronen versperrt war, wieder möglich ist.

## Transport
Zwischen 1888 und 1889 wurde San Michele in Bosco mit dem Giardini Margherita durch die Standseilbahn San Michele in Bosco verbunden.
Der Komplex ist mit der städtischen Buslinie 30 der TPER zu erreichen, die auf der Strecke Sostegno – San Michele in Bosco verkehrt und an der nach dem Kloster benannten Haltestelle endet.